# Michail Kuzněcov (kanoista)
Michail Nikolajevič Kuzněcov (rusky Михаил Николаевич Кузнецов; * 14. května 1985 Nižnij Tagil, RSFSR, Sovětský svaz) je ruský vodní slalomář, kanoista závodící v kategorii C2. Jeho partnerem v lodi je Dmitrij Larionov.
Třikrát startoval na letních olympijských hrách. V Pekingu 2008 získal bronzovou medaili, na LOH 2012 v Londýně skončila jeho loď čtrnáctá. V Riu 2016 se umístil na šestém místě.